# Скопление Наугольника
Скопление Наугольника (ACO 3627 или Abell 3627) — богатое скопление галактик, располагается в направлении Великого аттрактора, вероятно, служит его центром. Удалено на расстояние примерно 68 мегапарсек (221 млн световых лет) от Земли. Несмотря на относительную близость и яркость, наблюдения скопления затруднены, потому что оно находится в Зоне избегания — регионе неба около плоскости нашей галактики. Поэтому в оптическом диапазоне свет от скопления сильно поглощается космической пылью. Масса скопления составляет порядка 1015 масс Солнца.